# Дерматеевые
Дерматеевые (лат. Dermateaceae) — семейство грибов, входящее в порядок Гелоциевые (Helotiales) класса Leotiomycetes.

## Описание
- Стромы не образуют. Плодовые тела — обычно небольшие апотеции плоской или чашевидной формы, иногда вросшие в субстрат, иногда с волосистым опушением. Большая часть представителей окрашена в серые и чёрные тона.
- Аски булавовидной или цилиндрической формы, мелкие, с тонкими стенками. Споры небольшие, обычно продолговатой формы, у некоторых представителей септированные.
- Представители семейства — сапротрофы, произрастающие на мёртвой древесине, изредка на гниющих травянистых растениях или же паразиты деревьев и трав.

Анаморфы разнообразные известны у многих видов.

## Таксономия
В настоящее время семейство включает несколько неродственных друг другу групп. По данным филогенетических исследований, Mollisia и близкие роды должны относиться к семейству Vibrisseaceae.

### Синонимы
- Mollisiaceae Rehm, 1891
- Ocellariaceae L.Marchand, 1894
- Peziculaceae Bellem., 1979
- Pseudopezizaceae Kirschst., 1938

### Роды
- Aivenia Svrcek, 1977
- Angelina Fr., 1849
- Ascluella DiCosmo, Nag Raj & W.B.Kendr., 1983
- Belonopsis (Sacc.) Rehm, 1891
- Blumeriella Arx, 1961
- Calycellinopsis W.Y.Zhuang, 1990
- Casaresia Gonz.Frag., 1920
- Cashiella Petr., 1951
- Cejpia Velen., 1934
- Cenangella Sacc., 1884
- Chaetonaevia Arx, 1951
- Chlorosplenium Fr., 1849
- Coleosperma Ingold, 1954
- Corniculariella P.Karst., 1884
- Coronellaria P.Karst., 1870
- Crustomollisia Svrcek, 1987
- Cryptohymenium Samuels & L.M.Kohn, 1987
- Dermatella P.Karst., 1871
- Dermatina (Sacc.) Höhn., 1909 — Дерматина
- Dermea Fr., 1825
- Dibeloniella Nannf., 1932
- Dibelonis Clem. ex Clem. & Shear, 1931
- Diplocarpon F.A.Wolf, 1912
- Discocurtisia Nannf., 1983
- Drepanopeziza (Kleb.) Höhn., 1917
- Durandiella Seaver, 1932
- Fabraea Sacc., 1881
- Haglundia Nannf., 1932
- Higginsia Nannf., 1932
- Leptotrochila P.Karst., 1871
- Mollisia (Fr.) P.Karst., 1871
- Neofabraea H.S.Jacks., 1913
- Ocellaria (Tul. & C.Tul.) P.Karst., 1871
- Oculimacula Crous & W.Gams, 2003
- Pezicula Tul. & C.Tul., 1865
- Phaeomollisia T.N.Sieber & Grünig, 2009
- Phlyctema Desm., 1847
- Pseudopeziza Fuckel, 1870
- Pyrenopeziza Fuckel, 1870
- Sarconiptera Raitv., 2003